# Contship Containerlines

Logo

 Contship Containerlines war eine Container-Reederei, die von 1969 bis 2005 in den Fahrtgebieten Indien/Pakistan, Levante, Australien/Neuseeland, Südamerika und Asien hauptsächlich von und nach Europa operierte.
Die Gesellschaft wurde gegründet, als die Containerrevolution anfing, und wuchs kontinuierlich mit dem Wachstum dieses Marktes.

## Geschichte
1968 gründete Dr. Angelo Ravano Contship SA in der Schweiz. Die erste Reise der Gesellschaft wurde durch die Sea Maid von Fos nach Casablanca im Oktober 1969 unternommen.
Im Jahr 1970 wurde eine Agentur in Mailand eröffnet und der Terminalbetrieb in La Spezia aufgenommen. Im ersten Jahr wurden ungefähr 8000 ISO-Containereinheiten (TEU) umgeschlagen. In den folgenden Jahren wurde ein europäisches Netzwerk mit Tochtergesellschaften in Spanien und den Niederlanden wurde in den Jahren 1973 und 1974 aufgebaut. Die Verlagerung der Agentur in Mailand nach Genua 1974 wurde von der Erweiterung des Dienst-Angebotes nach den östlichen Mittelmeer-Häfen begleitet. 1976 wurde Ellerman City Liners zur Contship-Agentur in Portugal ernannt.
1977 wurden zwei wichtige Schritte mit der Formierung einer Tochtergesellschaft in Großbritannien und der Aufnahme des ersten direkten Container-Dienstes zwischen Europa und Indien unternommen. Dieser Umzug spiegelte die Ambitionen wider, ein bedeutsamer Spieler auf wichtigen Strecken zu werden. Contship war die erste Schifffahrtslinie in der Containerschifffahrt, die Container in Bombay (jetzt Mumbai) umschlug. Mehr Erfahrung gewann man 1979 durch die Gründung der Contship Gulf Line als ein Gemeinschaftsdienst mit Ellerman City Liners – ein neuer Dienst, der Europa mit dem Nahen Osten verband.
Im zweiten Jahrzehnt beschleunigte sich die Entwicklung der Gesellschaft. Durch die Verlagerung seiner Zentrale von der Schweiz nach Felixstowe und dann Ipswich wurde Contship ein fester Bestandteil von Großbritanniens Schifffahrtsgesellschaften. In den frühen 1980er Jahren dehnte Contship sich aus und erweiterte seine Interessen. In Spanien gewann es die Agentur für Trans Freight Lines. In Großbritannien beteiligte es sich am Aufbau von Arrowfreight, einem Speditionsunternehmen. Zwischenzeitlich wurde eine Muttergesellschaft in Curacao gegründet. All dies waren Schritte, um die internationale Präsenz und den Ruf der Gesellschaft zu verbessern.
Die Eagle Container Line, die Nordeuropa und das Mittelmeer mit Australien verband, begann 1982 als ein Nicht-Konferenz-Dienst und gab den Kunden das Angebot eines preislich konkurrenzfähigen und ebenso zuverlässigen Dienstes. Mit neuen Agenturgesellschaften in Frankreich und Italien, dem Beginn der Euroasia Container Linie und der Einführung von 1000-TEU-Schiffen in den Eagle-Dienst, war 1985 ein geschäftiges Jahr. Im Hinblick auf das Werden einer globalen Organisation war 1986 besonders bedeutungsvoll, als hier die Ocean Star Container-Linie, ein westwärtiger Rund-um-die-Welt-Dienst aufgenommen wurde. Im folgenden Jahr wurde der Medipas-Dienst, der zwischen dem Mittelmeer und Indien/Pakistan operierte, aufgenommen. 1987 wurde die Contship-Containerlines-Marke gegründet. Sie übernahm allmählich die Management-Kontrolle über Contships-Containerschifffahrts-Dienste, Agentur- und intermodal-Aktivitäten. Am Ende des zweiten Jahrzehntes wurde der Ocean-Star-Dienst um eine Australien-Fernost-Verbindung und um nordeuropäische Häfen erweitert. Mit dem Erwerb von Costa Containerline begannen sie einen Med-US-Ost/Golf-Küsten-Dienst.
In den 1990er Jahren wurden neue Schiffe im Eagle-Dienst eingesetzt, der Costa-Betrieb revidiert und der Containerterminal-Betrieb in Salerno aufgenommen. 1991 war das Jahr mit grundlegenden Änderungen für den indischen Subkontinent-Dienst durch den Anschluss von CMB Transport mittels einer Vereinbarung über den Betrieb eines gemeinsamen Dienstes. 1993 brachte eine Vereinbarung mit P&O eine Umstrukturierung des Eagle-Diensts und eine Verbesserung des Ocean-Star-Dienstes durch die Hinzufügung größer Tonnage mit sich. Weitere Tonnage-Verbesserungen im Contship-Euroasia-Dienst wurden gemacht und die Gulf-Linie wurde zur Contship-Levant-Linie im Verband mit vier Partnern im Jahr 1994 verändert. Mit der Aufnahme des Containerterminal-Betriebes in Savona und Gioia Tauro im Jahr 1995 und mit der Neustrukturierung des Euroasia/Mittelmeer-Asia-Dienstes und der Aufnahme eines Mittelmeer-US-Golf/Mexiko-Dienstes wurde das Dienst-Angebot weiter verbessert.
Im Jahr 1996 wurde der Levant-Dienst modifiziert und der Mittelmeer-US/Mexiko-Dienst wurde verbessert. Die Gesellschaft übernahm auch die Pro Line und brachte Contship Containerlines dadurch in das Geschäft zwischen Nordeuropa und Südamerika. Eine neue Ära fing 1997 an, als Contship Containerlines durch CP Ships übernommen wurde, wobei Contship zu den wenigen Schifffahrts-Linien gehörte, die CP auf einem gewinnbringenden Niveau übernahm. Der Ocean-Star-Dienst wurde mit neuer Tonnage versehen und Contship trat in Partnerschaft mit der CMA-CGM-Gruppe und Marfret im Jahr 1998. 1999 war ein Jahr des Zusammenlegens von bestehenden Aktivitäten und dem Bau einer Plattform für weiteres Wachstum. Es wurden bedeutsame Kosteneinsparungen gemacht und die Rentabilität verbessert und neue, ergänzende Fahrtgebiete einschließlich der US-Westküste nach dem Mittelmeer erschlossen. Im gleichen Jahr startete Contship seine Internetseite und malte, als die erste Container-Reederei, seine Web-Adresse auf dem Rumpf seiner Schiffe als eine mobile Werbung.
2001 wurde ein neuer Dienst zwischen der Volksrepublik China und Europa in Partnerschaft mit CMA CGM aufgenommen, jedoch musste dieser Dienst Anfang März 2003 mangels Rentabilität zurückgezogen werden, verursacht durch ein Import/Export-Ungleichgewicht, niedrige Frachtraten sowie hohe fixe Slot-Kosten.
Der Austral-Asien-Dienst wurde Ende 2002 mit den neuen 4112-TEU-Kühlcontainerschiffen Contship Aurora, Contship Australis und Contship Borealis (baugleich zur Santa-R-Klasse) mit einer hohen Anzahl von Kühlcontainer-Anschlüssen erweitert. Im Jahr 2003 wurde die Zentrale von Ipswich zur neuen gemeinsamen Zentrale von CP Ships in Gatwick verlegt. Ein neues Contship-Logo wurde 2004 infolge einer veränderten Marken-Strategie entworfen, jedoch erreichte es nie den Wiedererkennungswert des alten. Im Januar 2006 wurde Contship Containerlines als letzte Marke durch die CP-Ships-Marke ersetzt, da CP nur noch mit einer Marke auftreten wollte. Dies wurde mit dem Projekt „One brand - One team“ beworben. Ende 2005 wurde CP Ships durch die TUI AG aufgekauft und Mitte 2006 in die Hapag-Lloyd-Organisation integriert.

### Contship Overland
Contship Overland war eine Abteilung von Contship Containerlines, die intermodale Frachttransporte anbot. Die Gesellschaft hatte Büros in Felixstowe, Glasgow und Mailand und arbeitete mit Partnern in Spanien und Griechenland zusammen und stellte Eisenbahn- sowie Lkw-Fracht-Lösungen bereit, wo dies von den Kunden benötigt wurde. Sein Hauptgeschäft bestand in intermodalem Container- und Swapbody-Verkehr zwischen Großbritannien und Italien, meistens per Eisenbahn durch den Kanal-Tunnel. Nach ungefähr zehn Jahren im Geschäft wurde Contship Overland an das Rotterdam-basierte Intermodal-Unternehmen Geest North Sea Line mit Wirkung vom 1. Oktober 2001 verkauft.

### Contship Italia Group
Als Contship Containerlines im Jahr 1997 durch CP Ships erworben wurde, blieb der Terminalbetrieb in Italien eine unabhängige Gesellschaft, die 1999 mehrheitlich von dem deutschen Logistikkonzern Eurokai erworben wurde. Heute agiert diese Gesellschaft unter dem Namen Contship Italia Group und benutzt weiterhin das alte Contship-Logo.

## Auszeichnungen
- Lloyd’s of London Press Liner Analysis Award für:
  - Beste Fahrplan-Zuverlässigkeit und schnellste Transitzeit zwischen Europa und Australien/Neuseeland
  - Beste Fahrplan-Zuverlässigkeit zwischen Europa und dem Persischen Golf/arabischen Meer
  - Beste Fahrplan-Zuverlässigkeit zwischen Europa und Südasien
  - Beste Fahrplan-Zuverlässigkeit zwischen Europa und Südamerika
- Daily Commercial News Lloyd’s Award für:
  - Eagle Dienst
  - Eastabout Dienst
  - Mittelmeer Dienst
- 8th International Freighting Weekly Shipping Line of the Year 2003 Award

## Internationale Kennungen
SCAC: CCXL

Operator Code: CSA

BIC Codes (Container Präfixe): CSQU, HAMU, PLVU, CLGU, TLEU, PSBU, PCRU, FANU (Fantainer)

## Schiffe
| Baujahr | Name                 | Vermessung (BRZ) | Kapazität (TEU) | Werft                                                         | IMO Nummer | Rufzeichen  | Flagge            | Status/Kommentar |
| ------- | -------------------- | ---------------- | --------------- | ------------------------------------------------------------- | ---------- | ----------- | ----------------- | --- |
| ?       | Contship Classica    | ?                | ?               | ?                                                             | 9143246    | ?           | ?                 | |
| 1981    | Contship Champion    | 5.938            | 584             | Rickmers Werft, Bremerhaven, Deutschland                      | 8104474    | ?           | ?                 | in Dienst für Contship 1987/1988 |
| 1982    | Contship Success     | 31.570           | 1.700           | Mitsui Engineering & Shipbuilding, Tamano Works               | 8103406    | ZCBF3       | Bermuda           | Canmar Success 1997–1999, Contship Success 1999–2000, Cast Power 2000–2003, CP Power 2005–2006                                                                  |
| 1982    | Contship Lugano      | 5.404            | 445             | J. J. Sietas KG Schiffswerft, Hamburg, Deutschland            | 8121032    | ?           | ?                 | in Dienst für Contship von 1985 bis 1988 |
| 1983    | Contship Endeavour   | 32.152           | 1.950           | Sumitomo Heavy Industries, Yokosuka                           | 8204626    | ZCBE7       | Bermuda           | spätere Namen: Cast Performance, Canmar Endurance, CP Endurance                                                                                                 |
| 1983    | Contship Spain       | 13.474           | 1.044           | A.G. Weser Seebeckwerft, Deutschland                          | 8209755    | ?           | ?                 | |
| 1984    | Contship Germany     | 12.691           | 1.128           | Flender-Werft, Lübeck, Deutschland                            | 8324608    | V2WU        | Antigua & Barbuda | in Dienst für Contship 1991/1992 |
| 1985    | Contship Australia   | 10.287           | 1.021           | Bremer Vulkan AG – Schiffbau, Deutschland                     | 8513778    | V2OB6       | Antigua & Barbuda | in Dienst für Contship von 1990 bis 1992 |
| 1985    | Contship America     | 22.667           | 1.800           | Hyundai Heavy Industries, Südkorea                            | 8509387    | V7BZ3       | Marshallinseln    | |
| 1985    | Contship America     | 10.256           | 1.021           | Bremer Vulkan AG – Schiffbau, Deutschland                     | 8513766    | V2AJ5       | Antigua & Barbuda | in Dienst für Contship von Aug. bis Nov. 1993 |
| 1985    | Contship America     | 22.667           | 1.552           | Hyundai Heavy Industries Co., Ltd., Südkorea                  | 8408856    | 3EIP3       | Panama            | in Dienst für Contship für kurze Zeit 1995/1996 |
| 1985    | Contship Brave       | 10.282           | 1.228           | Bremer Vulkan AG – Schiffbau, Deutschland                     | 8415641    | VSUV4       | Großbritannien    | in Dienst für Contship von 1988 bis 1994 |
| 1985    | Contship Canada      | 9.367            | 1.002           | Rickmers Werft, Bremerhaven, Deutschland                      | 8417558    | V2CA1       | Antigua & Barbuda | |
| 1985    | Contship England     | 10.282           | 1.022           | Bremer Vulkan AG – Schiffbau, Deutschland                     | 8415615    | DPEW        | Deutschland       | |
| 1985    | Contship Europe      | 10.282           | 1.022           | Bremer Vulkan AG – Schiffbau, Deutschland                     | 8415639    | TCME        | Deutschland       | in Dienst für Contship von 1989 bis 1993 2016 Abbruch in Aliaga                                                                                                 |
| 1985    | Contship Italy       | 12.569           | 1.150           | Flender Werft AG, Lübeck, Deutschland                         | 8411205    | H8TJ        | Panama            | in Dienst für Contship 1989/1990 |
| 1986    | Contship Egypt       | 13.335           | 896             | VEB Schiffswerft Neptun, Rostock, Deutschland                 | 8520379    | P3GF8       | Zypern            | in Dienst für Contship von 1991 bis 1993, 2013 in China verschrottet                                                                                            |
| 1986    | Contship Success     | 16.250           | 1.597           | Bremer Vulkan AG – Schiffbau, Deutschland                     | 8513780    | ?           | ?                 | in Dienst für Contship von Dez. 1992 bis 1994 |
| 1987    | Contship Asia        | 10.811           | 1.022           | Bremer Vulkan AG – Schiffbau, Deutschland                     | 8614194    | DPGD        | Deutschland       | in Dienst für Contship von 1988 bis 1991 2017 Abbruch in Chittagong                                                                                             |
| 1988    | Contship Asia        | 13.315           | 928             | VEB Schiffswerft Neptun, Rostock, Deutschland                 | 8609589    | P3CA8       | Zypern            | |
| 1988    | Contship Houston     | 31.430           | 2.073           | Chantiers du Nord et Mediterrane, Frankreich                  | 8420907    | ELUA5       | Liberia           | in Dienst für Contship 1997; weiterer Name TMM Oaxaca; in der Mississippi-Mündung auf Grund gelaufen, im Dez. 1999, jedoch freigeschleppt                       |
| 1989    | Contship America     | 31.430           | 2.073           | Chantiers du Nord et Mediterrane, Frankreich                  | 8509387    | H3QJ        | Panama            | |
| 1989    | Contship Noumea      | 18.000           | 1.743           | Bremer Vulkan AG – Schiffbau, Deutschland                     | 8902125    | ELTY3       | Liberia           | |
| 1990    | Contship Argentina   | 18.037           | 1.799           | Bremer Vulkan AG – Schiffbau, Deutschland                     | 8900218    | ?           | ?                 | Contship Proline Service / in Dienst für Contship 1996/1997 / Explosion und Feuer in einer Luke am 9. November 1998, abgewrackt in Tampico, Ankunft 4. Mai 1999 |
| 1990    | Contship Ipswich     | 16.236           | 1.597           | A.G. Weser Seebeckwerft, Deutschland                          | 8908167    | A8JV6       | Liberia           | |
| 1990    | Contship Jork        | 16.236           | 1.597           | A.G. Weser Seebeckwerft, Deutschland                          | 8908181    | DEJA        | Deutschland       | Contship Ocean Star Service |
| 1990    | Contship La Spezia   | 16.236           | 1.597           | A.G. Weser Seebeckwerft, Deutschland                          | 8908179    | ?           | Deutschland       | |
| 1991    | Contship Australia   | 16.236           | 1.597           | A.G. Weser Seebeckwerft, Deutschland                          | 9008524    | ELVJ9       | Liberia           | |
| 1991    | Contship Barcelona   | 16.236           | 1.599           | Bremer Vulkan AG – Schiffbau, Deutschland                     | 9008536    | DQEX        | Deutschland       | Contship Ocean Star Service |
| 1992    | Contship Germany     | 16.236           | 1.600           | Bremer Vulkan AG – Schiffbau, Deutschland                     | 9051222    | DLCX        | Deutschland       | Contship Eagle/Ocean Star Service – vollständig in Pink lackiert 2019 in Civet Guandong verschrottet                                                            |
| 1992    | Contship Mexico      | 30.567           | 1.933           | Stocznia Gdańska SA, Polen                                    | 9039250    | P3ZH4       | Zypern            | in Dienst für Contship 1998/1999 |
| 1993    | Contship Asia        | 16.236           | 1.597           | A.G. Weser Seebeckwerft, Deutschland                          | 9053244    | DDQI        | Deutschland       | Contship Euroasia, Proline, Levant Service |
| 1993    | Contship Atlantic    | 23.130           | 1.684           | A.G. Weser Seebeckwerft, Deutschland                          | 9070022    | DEAL        | Deutschland       | Contship Euroasia Service / in Dienst für Contship von 1993 bis 1997                                                                                            |
| 1993    | Contship France      | 16.236           | 1.597           | A.G. Weser Seebeckwerft, Deutschland                          | 9053232    | DLDB        | Deutschland       | Contship Ocean Star Service |
| 1993    | Contship Le Havre    | 14.865           | 1.452           | Kvaerner Warnow Werft GmbH, Rostock, Deutschland              | 9004255    | V2OA3       | Antigua & Barbuda | 2018 als Mala in Chittagong verschrottet |
| 1993    | Contship New York    | 16.233           | 1.667           | J. J. Sietas KG Schiffswerft GmbH & Co., Hamburg, Deutschland | 9056272    | A8AG5       | Liberia           | |
| 1993    | Contship Pacific     | 16.236           | 1.684           | A.G. Weser Seebeckwerft, Deutschland                          | 9070010    | V2OZ5       | Antigua           | Contship Euroasia/Eagle Service |
| 1993    | Contship Rotterdam   | 16.233           | 1.667           | J. J. Sietas KG Schiffswerft GmbH & Co., Hamburg, Deutschland | 9056284    | A8KJ4       | Liberia           | |
| 1994    | Contship Champion    | 35.595           | 3.538           | Hyundai Heavy Industries Co., Ltd., Südkorea                  | 9064865    | DGRF        | Germany           | 2003 CP / 2005: CP Champion / in Dienst |
| 1994    | Contship Egypt       | 16.927           | 1.641           | Hanjin Heavy Industries & Construction Co., Ltd., Südkorea    | 9060273    | V2OM        | Antigua           | in Dienst für Contship 1994/1995 |
| 1994    | Contship Europe      | 16.269           | 1.687           | A.G. Weser Seebeckwerft, Deutschland                          | 9106144    | DEFA        | Deutschland       | Contship Ocean Star Service |
| 1994    | Contship Innovator   | 35.595           | 3.538           | Hyundai Heavy Industries Co., Ltd., Südkorea                  | 9064877    | DNFA        | Germany           | 2003 CP / 2005: CP Innovator / in Dienst |
| 1994    | Contship Inspiration | 30.971           | 2.394           | Astilleros Espanoles, S. A., Spanien                          | 9051492    | H8MU        | Panama            | in Dienst für Contship von 2001 bis 2003; früherer Name TMM Yucatan (2000)                                                                                      |
| 1994    | Contship Italy       | 16.270           | 1.684           | Bremer Vulkan AG – Schiffbau, Deutschland                     | 9109029    | DDMM / DEEU | Deutschland       | Contship Ocean Star Service – vollständig in Blau lackiert |
| 1994    | Contship New Zealand | 16.282           | 1.684           | A.G. Weser Seebeckwerft, Deutschland                          | 9070034    | DEBH        | Deutschland       | Contship Euroasia Service |
| 1994    | Contship Singapore   | 16.236           | 1.687           | A.G. Weser Seebeckwerft, Deutschland                          | 9070046    | DEBO        | Deutschland       | Contship Ocean Star Service – vollständig in Gelb lackiert |
| 1994    | Contship Tahiti      | 4.619            | 1.334           | Stocznia Szczecinska S.A., Polen                              | 9057135    | P3TN5       | Zypern            | Spätere Namen: TMM Tuxpan |
| 1994    | Contship Sydney      | 23.540           | 2.078           | Stocznia Gdańska SA, Polen                                    | 9062984    | VSXC4       | United Kingdom    | Weitere Namen: Canmar Dynasty / 2005: CP Dynasty / 2006: Sydney Express / in Dienst                                                                             |
| 1995    | Contship Auckland    | 23.691           | 2.063           | Stocznia Szczecinska S.A., Polen                              | 9064334    | ELVL8       | Liberia           | in Dienst für Contship von 1995 bis 1997 2018 Abbruch in Chittagong                                                                                             |
| 1995    | Contship Lavagna     | 16.270           | 1.684           | Bremer Vulkan AG – Schiffbau, Deutschland                     | 9109017    | DEFI        | Deutschland       | Contship Ocean Star Service |
| 1995    | Contship Melbourne   | 23.540           | 2.078           | Stocznia Gdańska SA, Polen                                    | 9062996    | VSXC7       | United Kingdom    | 1997 CP / 2005: CP Voyager / 2006: Freemantle Express / in Dienst                                                                                               |
| 1995    | Contship Nobility    | 31.730           | 2.758           | Samsung SB & Heavy Ind. Co. Ltd., Südkorea                    | 9128192    | DGKV        | Germany           | 1997 CP / 2003 verkauft / 2017 Abbruch in Alang |
| 1995    | Contship Ticino      | 16.269           | 1.684           | A.G. Weser Seebeckwerft, Deutschland                          | 9111565    | DEJL        | Deutschland       | Contship Ocean Star Service |
| 1996    | Contship Action      | 31.730           | 2.758           | Samsung SB & Heavy Ind. Co. Ltd., Südkorea                    | 9122215    | DLHV        | Germany           | 1997 CP / 2003 verkauft |
| 1996    | Contship Ambition    | 31.730           | 2.758           | Samsung SB & Heavy Ind. Co. Ltd., Südkorea                    | 9122203    | P3GU7       | Cyprus            | 1997 CP / 2003 verkauft |
| 1996    | Contship Brasil      | 15.859           | 1.512           | Thyssen Nordseewerke GmbH, Deutschland                        | 9081019    | DIGF        | Deutschland       | Contship Proline Service |
| 1996    | Contship Vision      | 31.730           | 2.758           | Samsung SB & Heavy Ind. Co. Ltd., Südkorea                    | 9128180    | DGGV        | Germany           | 1997 CP / 2003 verkauft |
| 1997    | Contship Champion    | 31.207           | 2.890           | Kvaerner Warnow Werft GmbH, Rostock, Deutschland              | 9137909    | V7GU3       | Marshal islands   | in Dienst für Contship im Jahr 2000 |
| 1997    | Contship Champion    | 31.730           | 2.758           | Samsung SB & Heavy Ind. Co. Ltd., Südkorea                    | 9064865    | DGRF        | Germany           | 1997 CP / 2003 verkauft |
| 1997    | Contship Harmony     | 31.207           | 2.890           | Kvaerner Warnow Werft GmbH, Rostock, Deutschland              | 9137894    | P3JM9       | Deutschland       | Contship Euroasia/Red Sea Service, umbenannt in Contship Innovator                                                                                              |
| 1997    | Contship London      | 26.131           | 2.124           | China SB Corp., Kaohsiung, Taiwan                             | 9152739    | ELVX4       | Liberia           | 2005: CP London / 2006: London / in Dienst |
| 1997    | Contship Optimism    | 31.730           | 2.758           | Samsung SB & Heavy Ind. Co. Ltd., Südkorea                    | 9128207    | DGOL        | Germany           | 1997 CP / 2003 verkauft |
| 1997    | Contship Romance     | 31.730           | 2.758           | Samsung SB & Heavy Ind. Co. Ltd., Südkorea                    | 9128207    | DLCT        | Germany           | 1997 CP / 2003 verkauft |
| 1997    | Contship Spirit      | 31.730           | 2.758           | Samsung SB & Heavy Ind. Co. Ltd., Südkorea                    | 9153381    | DDJI        | Germany           | 1997 CP / 2003 verkauft; 2016 Abbruch in Alang |
| 1997    | Contship Washington  | 26.131           | 2.124           | China SB Corp., Kaohsiung, Taiwan                             | 9152741    | ELVZ5       | Liberia           | 2002: Direct Tui / 2005: CP Tui / 2006: Honolulu Express / in Dienst                                                                                            |
| 1998    | Contship Auckland    | 26.131           | 2.124           | China SB Corp., Kaohsiung, Taiwan                             | 9160396    | ELWA2       | Liberia           | 2005: CP Auckland / in Dienst |
| 1998    | Contship Rangitoto   | 25.359           | 2.500           | Volkswerft Stralsund, Deutschland                             | 9153408    | DGZO        | Deutschland       | ehemaliges Italia Line Schiff Cielo di San Francisco, 2005: CP Rangitoto, 2005: Rangitoto, 2006: Ute Oltmann, 2016: Mann, 2016 Abbruch in Chittagong            |
| 1998    | Contship Rome        | 26.131           | 2.124           | China SB Corp., Kaohsiung, Taiwan                             | 9152753    | ELVZ6       | Liberia           | 2005: CP Rome / 2006: Rome / in Dienst |
| 1998    | Contship Wellington  | 26.131           | 2.124           | China SB Corp., Kaohsiung, Taiwan                             | 9152765    | ELVZ7       | Liberia           | 2002: Direct Kea / 2005: CP Kea / in Dienst |
| 1999    | Contship Mexico      | 28.118           | 1.644           | Stocznia Szczecinska S.A., Polen                              | 9131278    | ELXL6       | Liberia           | |
| 2001    | Contship Dragon      | 39.812           | 4.132           | Hyundai Heavy Industries Co., Ltd., Südkorea                  | 9232890    | C6SG5       | Bahamas           | unklar, wann in Dienst für Contship |
| 2002    | Contship Aurora      | 46.009           | 4.115           | Daewoo SB & Marine Eng. Co. Ltd., Okpo, Südkorea              | 9232565    | ZIZP9       | United Kingdom    | 2005: CP Aurora / Liverpool Express, in Dienst |
| 2002    | Contship Australis   | 46.009           | 4.115           | Daewoo SB & Marine Eng. Co. Ltd., Okpo, Südkorea              | 9232577    | VQEN3       | United Kingdom    | 2005: CP Australis / Dublin Express, in Dienst |
| 2002    | Contship Borealis    | 46.009           | 4.115           | Daewoo SB & Marine Eng. Co. Ltd., Okpo, Südkorea              | 9232589    | VQEN2       | United Kingdom    | 2005: CP Borealis / Glasgow Express, in Dienst |
| 2002    | Contship Tenacity    | 40.146           | 3.237           | China SB Corp., Kaohsiung, Taiwan                             | 9243174    | WDD6127     | USA               | weitere Namen: TMM Colima, CP Shenandoah |
| 2003    | Contship Indigo      | 39.941           | 4.311           | Samsung SB & Heavy Ind. Co. Ltd., Südkorea                    | 9238753    | VQJW4       | United Kingdom    | 2005: CP Indigo / 2006: Bavaria Express / in Dienst |
| 2003    | Contship Tamarind    | 39.941           | 4.311           | Samsung SB & Heavy Ind. Co. Ltd., Südkorea                    | 9238765    | VQMM2       | United Kingdom    | 2005: CP Tamarind / 2006: Thuringia Express / in Dienst |

Contship hat Schiffsnamen oft wiederverwendet, daher trugen unterschiedliche Schiffe den gleichen Namen (siehe IMO-Nummer).